# Network 10
Network 10 – australijska stacja telewizyjna, założona 1 sierpnia 1964. Stacja znajduje się w Pyrmont, Nowa Południowa Walia.

## Programy

### Programy informacyjne
- Studio 10 (2013-obecnie)
- Ten Eyewitness News (1965-obecnie)
- The Project (2009-obecnie)

### Teleturnieje
- All Star Family Feud
- Family Feud
- Have You Been Paying Attention?

### Reality show
Aktualny
- Australian Survivor
- The Bachelor
- The Bachelorette
- MasterChef Australia
- I'm a Celebrity...Get Me Out of Here!
- Shark Tank

Poprzedni
- Junior MasterChef Australia (2010-2011)
- The X Factor Australia (2005, emitowany na stację Seven Network od 2010)

### Serial obyczajowy
Aktualny
- Offspring (2010-obecnie)

Poprzedni
- Cybergirl
- Dex Hamilton – Kosmiczny entomolog (Dex Hamilton: Alien Entomologist)
- Dziewczyna z oceanu (Ocean Girl)
- Gliniarze z Melbourne (Rush)
- H2O – wystarczy kropla (H2O: Just Add Water)
- K-9
- Mako Mermaids: Syreny z Mako (Mako: Islands of Secrets) (emitowany na kanale Eleven od 2013)
- Nastoletni geniusze (Wicked Science)
- Number 96
- Pod błękitem nieba (Out of the Blue)
- Potwory i ja (Me and My Monsters)
- Powrót do Edenu (Return to Eden)
- The Restless Years
- Sąsiedzi (Neighbours) (1986-2010, emitowany na kanale Eleven od 2011)[2]
- SheZow
- Siódme poty (Sweat)
- Więźniarki (Prisoner)
- Wiking Vic (Vic the Viking)